# Britannien

Landkarte von Didier Robert de Vaugondy (1750) mit den Inseln Britannien als Britannia major („Großbritannien“) und Irland als Britannia minor („Kleinbritannien“)

Britannien (lateinisch Britannia) war die antike Bezeichnung für die vorwiegend von den keltisch sprechenden Britonen bewohnte Insel, die heute – zur Unterscheidung von der Bretagne („[Klein]britannien“) – Großbritannien heißt. Teilweise wurde der Name (Britannia Major) auch zur Unterscheidung von der Irischen Insel (Britannia Minor) verwendet. Die Insel umfasst heute die Landesteile England, Wales und Schottland, der Name wird jedoch zuweilen im deutschsprachigen Raum fälschlicherweise auch für das Vereinigte Königreich Großbritannien und Nordirland oder die Britischen Inseln insgesamt benutzt.

## Name
Der Name Britannia ist von dem lateinischen Namen Britanni für die Inselbewohner abgeleitet, die bereits in den älteren griechischen Quellen Prettanoí (Πρεττανοί) genannt wurden. Die ältesten Schriften über die Insel und ihre Bewohner gehen auf eine Reise des Griechen Pytheas um das Jahr 325 v. Chr. zurück.

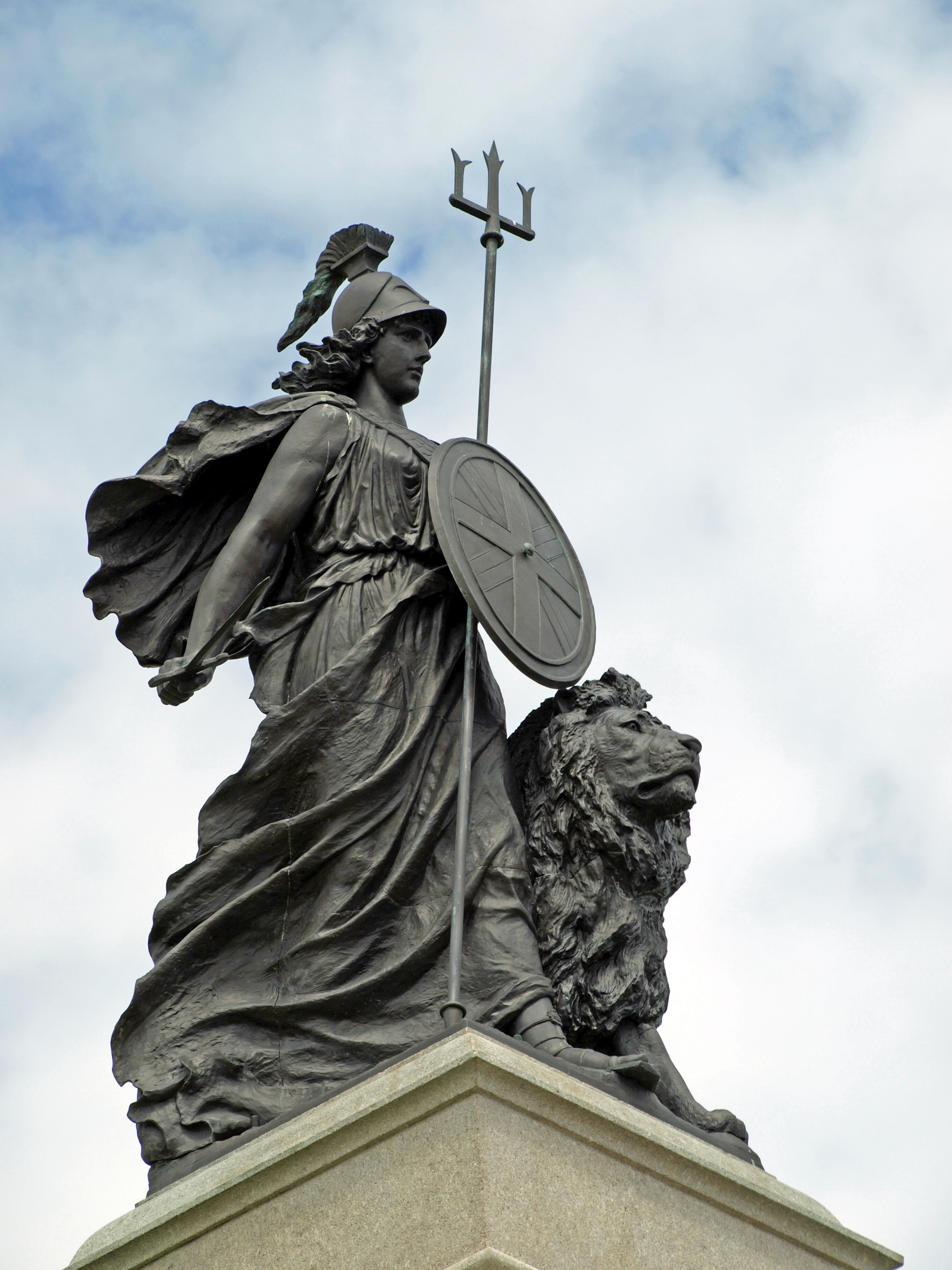
Die Britannia in Plymouth

In der Neuzeit war eine Frauengestalt Britannia als allegorische Personifikation (Groß)britanniens beliebt.
Albion, der andere antike Name für Britannien, kann keltischer oder vorkeltischer Herkunft sein.

## Römisches Britannien

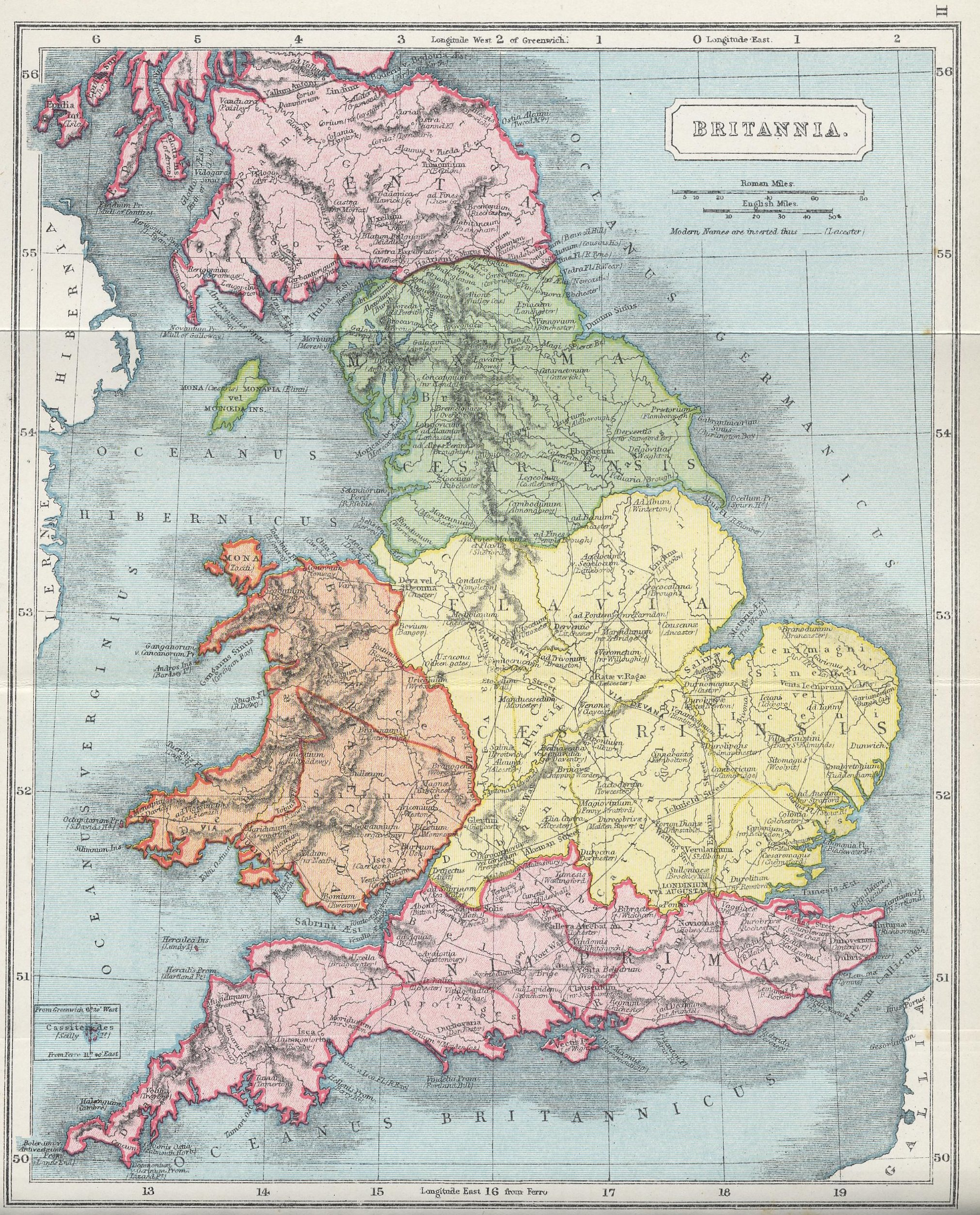
Karte Britanniens im Altertum

Britannia wurde von den Römern auch als Bezeichnung für die von ihnen im südwestlichen und nördlichen Teil der Insel eingerichteten Provinzen verwendet. Unter dem Namen Britannia wurde von den Romano-Briten auch der weibliche Genius des Landes als Gottheit verehrt. Will man sich ausdrücklich auf das von Römern eroberte Gebiet beziehen, so spricht man auch von Britannia Romana (Römisches Britannien). Als Gegensatz dazu wird das nichtrömische Britannien auch als Britannia Barbara (Wildes/Fremdes Britannien) bezeichnet.
Ein großer Teil des Gebiets der Provinz wurde 43 n. Chr. von Kaiser Claudius erobert und hatte immer wieder wechselnde Grenzverläufe. Zunächst drangen die römischen Legionen in den Jahren nach 80 n. Chr. nach der Schlacht am Mons Graupius tief in das Gebiet des heutigen Schottland ein, zogen sich dann aber 120 n. Chr. wieder bis zur Linie des Hadrianswalles zurück. Im Jahre 140 n. Chr. gingen die römischen Truppen noch einmal massiv in den Lowlands gegen die Stämme der Pikten vor und errichteten weiter nördlich (Firth of Forth-Clyde) den Antoninuswall. Dieser musste aber bereits um 160 n. Chr. wieder aufgegeben werden.
Im Jahre 212 oder 213 wurde die Provinz durch Caracalla in zwei Teile aufgespalten:
- Britannia inferior (Nordengland bis zum Hadrianswall) und
- Britannia superior (Südengland und Wales)

Nach der Verwaltungsreform des Kaisers Diokletian zu Beginn des 4. Jahrhunderts n. Chr. und einer Zweiteilung der Britannia II durch Valentinian I. (369 n. Chr.) gab es fünf Provinzen:
- Britannia prima im Südwesten,
- Britannia secunda sowie die
- Valentia im Norden,
- Flavia Caesariensis im Nordosten und
- Maxima Caesariensis im Südosten.

Diese Provinzen Britannias wurden in der Dioecesis Britanniae zusammengefasst.
Mit dem Abzug der römischen Truppen war Britannien immer wieder Ziel von Angriffen der Sachsen, Pikten und Scoten. Auch wurden immer mehr reguläre Truppen von der Insel abgezogen, so dass die Bevölkerung sich zuletzt fast nur noch mit eigenen Auxiliartruppen verteidigen konnte. Die letzte bezeugte Offensive regulärer kaiserlicher Truppen gegen die Pikten und Skoten fand 398 oder 399 statt. Der Hadrianswall wurde dann um 400 größtenteils aufgegeben, die verbliebenen Siedlungen wurden gegen Angriffe verstärkt. Im Jahr 410 verließen wohl die letzten regulären römischen Truppen die Insel, nachdem der größte Teil der Einheiten schon 401 (zur Verteidigung Italiens gegen die Westgoten) und 407 (im Zusammenhang mit der Usurpation Konstantins III.) die Insel verlassen hatte.
Das Imperium verzichtete aber niemals formal auf Britannien; noch Kaiser Justinian I. erhob um 540 Herrschaftsansprüche auf die Insel.

## Nachrömisches Britannien
Nachdem sich die Armee zurückgezogen hatte, stand Britannien zunächst weiterhin unter einer römisch organisierten Zivilverwaltung der Romano-Britannier, die sich aber langsam durch das weitere Vordringen der Pikten, Scoten und Sachsen auflöste. Wahrscheinlich wurden Angeln und Sachsen als foederati angeworben, um die Verteidigung der römischen Gemeinden zu gewährleisten. Kontakte zwischen Gallien und den Römern in Britannien wurden weiterhin gepflegt, etwa in Zusammenhang mit religiösen Streitigkeiten. Im Norden Britanniens wurden mit dem Abzug der Römer zunächst eine Anzahl unabhängiger britannischer Königreiche gegründet; so entstanden Rheged, Strathclyde, Ebrauc, Bryneich, Gododdin und Elmet – das Hen Ogledd. Diese Britannier wurden im Laufe des 5. bis 7. Jahrhundert von den Angeln absorbiert. Es gibt in gallischen Chroniken Hinweise darauf, dass die Insel bereits um 440/41 zu großen Teilen unter die Herrschaft von Angeln und Sachsen kam – vermutlich durch eine Rebellion der ins Land geholten anglischen und sächsischen foederati.